# Vojtěch Lacko

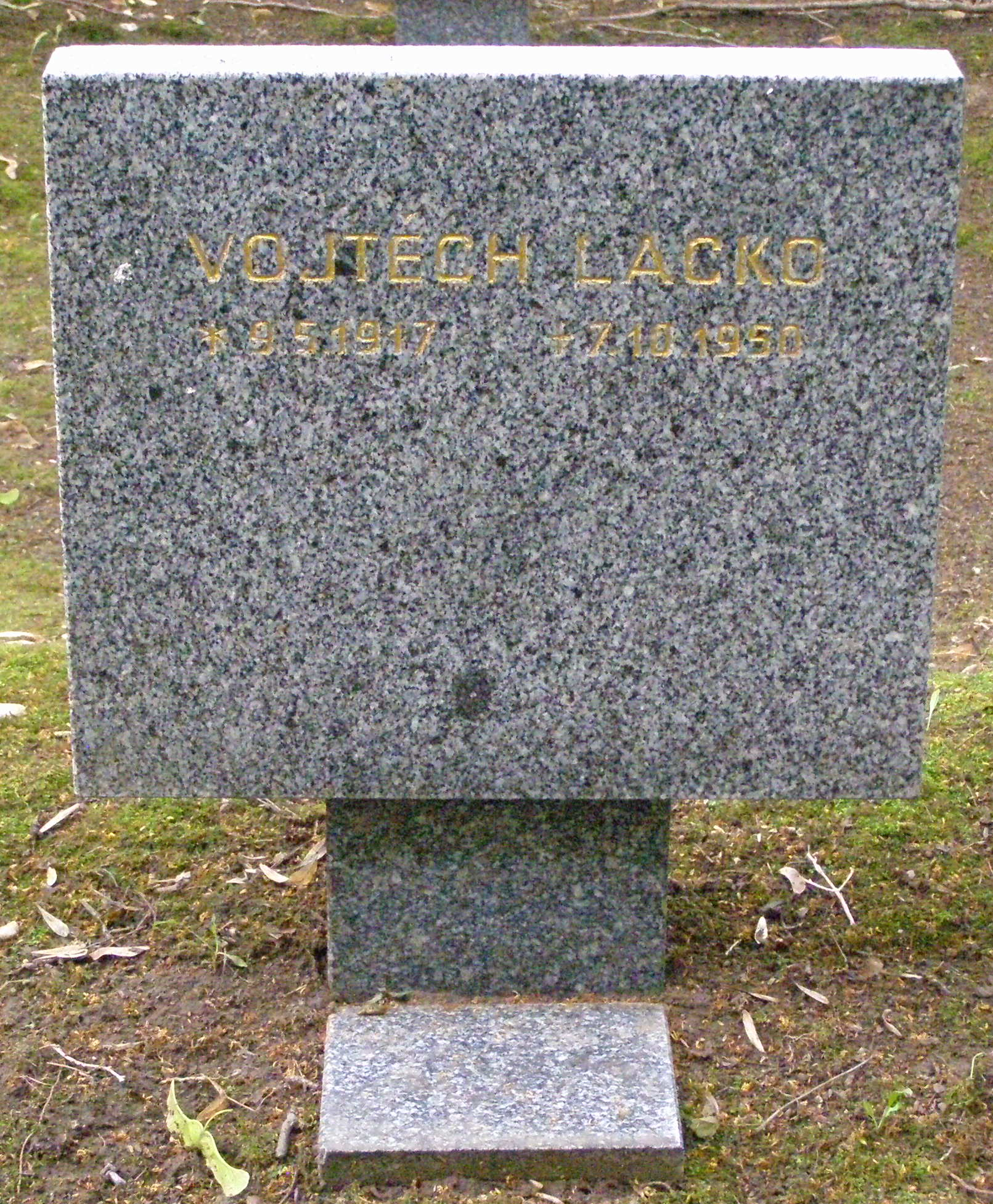
Symbolický hrob na Čestném pohřebišti popravených a umučených z padesátých let (III. odboj) na Ďáblickém hřbitově v Praze

Vojtěch Lacko (9. srpna 1917 Biela Pila – 7. října 1950 Věznice Pankrác) byl slovenský dělník a protikomunistický odbojář odsouzený v politickém procesu komunistickým režimem k trestu smrti a v roce 1950 popraven.

## Životopis
Narodil se v roce 1917 v Bielej Pile. V mládí se vyučil automechanikem. V roce 1936 byl povolán na povinnou vojenskou službu. Od října 1936 na ní působil jako člen pluku útočné vozby č. 1.

### Druhá světová válka
Během druhé světové války poté v červnu 1941 po obdržení povolávacího rozkazu odešel bojovat v řadách armády Slovenského štátu proti Sovětskému svazu. V roce 1943 ovšem dezertoval a vzdal se vojákům Rudé armády. Poté se stal členem československých jednotek v Sovětském svazu. V srpnu 1944 byl po absolvování patřičného výcviku vysazen u obce Podbrezová. Poté se zapojil do Slovenského národního povstání a následně i bojů  proti Německu na frontové linii.

### Po únoru 1948
Po komunistickém převratu v roce 1948 se rozhodl emigrovat z Československa. Při pokusu překročit státní hranici byl ovšem příslušníky pohraniční stráže dopaden a vzat do vazby. V dubnu 1949 se z ní pokusil spolu s jedním dalším vězněm uprchnout s cílem dostat se do Západního Německa. Během útěku se jim podařilo získat střelnou zbraň, přičemž Lacko ji použil ke střelbě na dozorce, kterého tím usmrtil. Na útěku byl ale dopaden.
V roce 1950 byl v politickém procesu zvaném Lacko a spol. za trestné činy velezrady, vyzvědačství a vraždy odsouzen k trestu smrti. Popraven byl v říjnu 1950.